# Championnat de Suède d'échecs

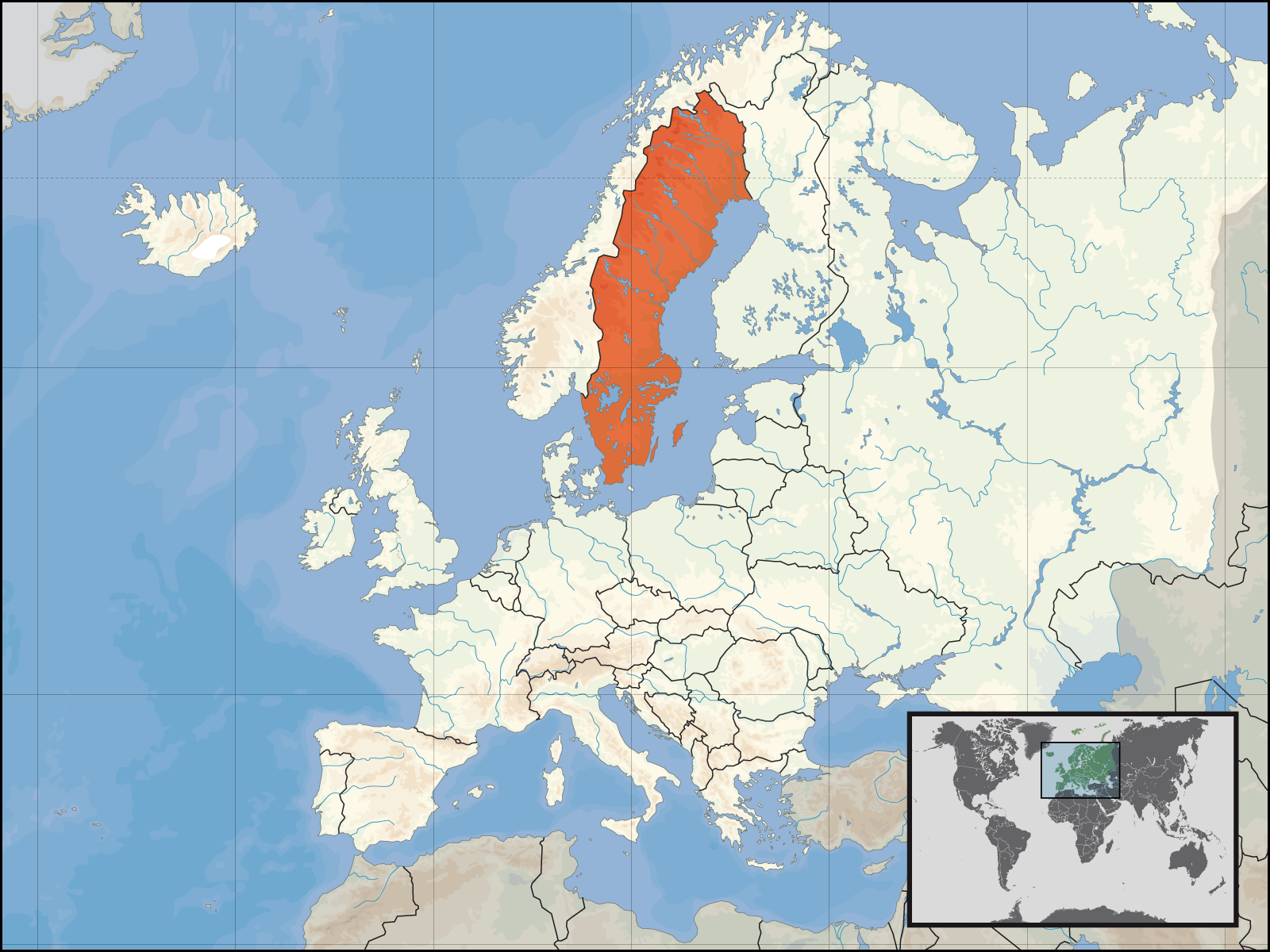
Localisation de la Suède en Europe, au 1er janvier 2007.

Le championnat de Suède d'échecs (en suédois SM i schack) est organisé chaque année par la Fédération suédoise des échecs, (en suédois : Sveriges Schackförbund).

## Historique
Entre 1919 et 1930, le titre de champion officiel a été décerné par le biais de matchs directs entre le champion en titre et un challenger, bien que dans les mêmes années, jusqu'en 1938, un autre tournoi non officiel soit également organisé. À partir de 1939, ce dernier tournoi est devenu le championnat officiel. Il n'a pas eu lieu exceptionnellement en 1940, mais depuis, il a lieu régulièrement tous les ans.

## Champions de Suède (matchs directs)
| Année | Ville     | Résultat                                 |
| ----- | --------- | ---------------------------------------- |
| 1917  | Stockholm | Otto Löwenborg 3 – Anton Olson 2         |
| 1917  | Göteborg  | Gustaf Nyholm 3,5 – Karl Berndtsson 1,5  |
| 1917  | Stockholm | Gustaf Nyholm 4 – Otto Löwenborg 1       |
| 1919  | Stockholm | Gustaf Nyholm 2,5 – Arthur Håkansson 2,5 |
| 1919  | Stockholm | Gustaf Nyholm 3,5 – Anton Olson 1,5      |
| 1919  | Göteborg  | Gustaf Nyholm 2,5 – Allan Nilsson 2,5    |
| 1921  | Stockholm | Anton Olson 3 – Gustaf Nyholm 2          |
| 1921  | Stockholm | Gustaf Nyholm 3,5 – Anton Olson 1,5      |
| 1924  | Göteborg  | Allan Nilsson 3 – Gustaf Nyholm 1        |
| 1927  | Göteborg  | Allan Nilsson 2,5 – Gösta Stoltz 2,5     |
| 1929  | Göteborg  | Gideon Ståhlberg 3 – Allan Nilsson 0     |
| 1931  | Göteborg  | Gideon Ståhlberg 3 – Gösta Stoltz 3      |

## Tournois non officiels
| Année | Ville       | Vainqueur                                                    |
| ----- | ----------- | ------------------------------------------------------------ |
| 1917  | Stockholm   | Otto Löwenborg et Anton Olson                                |
| 1918  | Göteborg    | Karl Berndtsson                                              |
| 1919  | Malmö       | Anton Olson                                                  |
| 1920  | Eskilstuna  | Karl Berndtsson                                              |
| 1921  | Jönköping   | Karl Berndtsson et Gustaf Nyholm                             |
| 1922  | Gävle       | Arthur Håkansson                                             |
| 1923  | Uppsala     | Allan Nilsson et Anton Olson                                 |
| 1924  | Norrköping  | Karl Olson                                                   |
| 1925  | Trollhättan | Olof Kinnmark                                                |
| 1926  | Karlstad    | Karl Berndtsson                                              |
| 1927  | Örebro      | Gösta Stoltz et Gideon Ståhlberg                             |
| 1928  | Helsingborg | Gösta Stoltz                                                 |
| 1929  | Västerås    | Einar Pettersson                                             |
| 1931  | Uddevalla   | Erik Lundin                                                  |
| 1932  | Karlskrona  | Erik Lundin et Gideon Ståhlberg                              |
| 1933  | Lund        | Nils Bergkvist, Gösta Danielsson, G. Forhaug et Gunnar Skarp |
| 1934  | Falun       | Erik Lundin                                                  |
| 1935  | Härnösand   | Gösta Stoltz et John B. Lindberg                             |
| 1936  | Borås       | Ernst Larsson                                                |
| 1937  | Stockholm   | Ragnar Pettersson                                            |
| 1938  | Kalmar      | Erik Lundin                                                  |

## Tournois officiels
| Année | Ville        | Vainqueur                             |
| ----- | ------------ | ------------------------------------- |
| 1939  | Stockholm    | Gideon Ståhlberg                      |
| 1941  | Göteborg     | Erik Lundin                           |
| 1942  | Östersund    | Erik Lundin                           |
| 1943  | Malmö        | Bengt Ekenberg                        |
| 1944  | Lidköping    | Stig Lundholm                         |
| 1945  | Visby        | Erik Lundin                           |
| 1946  | Motala       | Erik Lundin                           |
| 1947  | Stockholm    | Nils Ekström                          |
| 1948  | Sundsvall    | Nils Ekström                          |
| 1949  | Eskilstuna   | Kristian Sköld                        |
| 1950  | Kristianstad | Kristian Sköld                        |
| 1951  | Halmstad     | Gösta Stoltz                          |
| 1952  | Hålland      | Gösta Stoltz                          |
| 1953  | Örebro       | Gösta Stoltz                          |
| 1954  | Helsingborg  | Bengt-Eric Hörberg                    |
| 1955  | Södertälje   | Gösta Danielsson                      |
| 1956  | Borås        | Åke Stenborg                          |
| 1957  | Stockholm    | Zander Nilsson                        |
| 1958  | Växjö        | John Johansson                        |
| 1959  | Västerås     | Kristian Sköld                        |
| 1960  | Kiruna       | Erik Lundin                           |
| 1961  | Avesta       | Erik Lundin                           |
| 1962  | Örnsköldsvik | Bengt Ekenberg                        |
| 1963  | Karlskrona   | Kristian Sköld                        |
| 1964  | Göteborg     | Erik Lundin                           |
| 1965  | Falköping    | Zander Nilsson                        |
| 1966  | Malmö        | Martin Emanuel Johansson              |
| 1967  | Stockholm    | Rolf Martens                          |
| 1968  | Norrköping   | Lars Olof Börje Jansson               |
| 1969  | Sundsvall    | Ulf Andersson                         |
| 1970  | Nässjö       | Lars Olof Börje                       |
| 1971  | Eskilstuna   | Sven Malmegren                        |
| 1972  | Skellefteå   | Axel Ornstein                         |
| 1973  | Bollnäs      | Axel Ornstein                         |
| 1974  | Lund         | Magnus Wahlbohm                       |
| 1975  | Göteborg     | Axel Ornstein                         |
| 1976  | Motala       | Harry Schüssler                       |
| 1977  | Stockholm    | Axel Ornstein                         |
| 1978  | Degerfors    | Nils Gustav Renman et Harry Schüssler |
| 1979  | Borås        | Lars-Åke Schneider                    |
| 1980  | Luleå        | Nils-Gustav Renman                    |
| 1981  | Ystad        | Dan Cramling                          |
| 1982  | Gävle        | Lars-Åke Schneider                    |
| 1983  | Karlskrona   | Lars-Åke Schneider                    |
| 1984  | Linköping    | Axel Ornstein                         |
| 1985  | Uppsala      | Ralf Åkesson                          |
| 1986  | Malmö        | Lars-Åke Schneider                    |
| 1987  | Stockholm    | Axel Ornstein                         |
| 1988  | Norrköping   | Axel Ornstein                         |
| 1989  | Sundsvall    | Jan Johansson                         |
| 1990  | Göteborg     | Michael Wiedenkeller                  |
| 1991  | Helsingborg  | Stellan Brynell                       |
| 1992  | Borlänge     | Lars Karlsson                         |
| 1993  | Lindesberg   | Thomas Ernst                          |
| 1994  | Haparanda    | Richard Wessman                       |
| 1995  | Borlänge     | Lars Degerman                         |
| 1996  | Linköping    | Robert Åström                         |
| 1997  | Haninge      | Lars Degerman                         |
| 1998  | Ronneby      | Evgeny Agrest                         |
| 1999  | Lidköping    | Ralf Åkesson                          |
| 2000  | Örebro       | Tom Wedberg                           |
| 2001  | Linköping    | Evgeny Agrest                         |
| 2002  | Skara        | Jonny Hector                          |
| 2003  | Umeå         | Evgeny Agrest                         |
| 2004  | Göteborg     | Evgeny Agrest                         |
| 2005  | Göteborg     | Stellan Brynell                       |
| 2006  | Göteborg     | Johan Hellsten                        |
| 2007  | Stockholm    | Tiger Hillarp Persson                 |
| 2008  | Växjö        | Tiger Hillarp Persson                 |
| 2009  | Kungsör      | Emanuel Berg                          |
| 2010  | Lund         | Emanuel Berg                          |
| 2011  | Västerås     | Hans Tikkanen                         |
| 2012  | Falun        | Hans Tikkanen                         |
| 2013  | Örebro       | Hans Tikkanen                         |
| 2014  | Borlänge     | Daniel Semcesen                       |
| 2015  | Sunne        | Nils Grandelius                       |
| 2016  | Uppsala      | Erik Blomqvist                        |
| 2017  | Stockholm    | Hans Tikkanen                         |
| 2018  | Ronneby      | Hans Tikkanen                         |
| 2019  | Eskilstuna   | Erik Blomqvist                        |
| 2020  |              | édition annulée                       |
| 2021  | Helsingborg  | Tiger Hillarp Persson                 |
| 2022  | Uppsala      | Jonny Hector                          |
| 2023  | Helsingborg  | Vitalii Sivuk                         |

L'édition de 2020 a été annulée à cause de la pandémie de Covid-19.

## Championnats jeunes
| Année | Ville        | Juniors (moins de 20 ans) | Cadets (moins de 16 ans)  | Minimes (moins de 13 ans) |
| ----- | ------------ | ------------------------- | ------------------------- | ------------------------- |
| 1949  | Eskilstuna   | Åke Westman               |                           |                           |
| 1950  | Kristianstad | Sven Palmqvist            |                           |                           |
| 1951  | Halmstad     | Sven Asker                |                           |                           |
| 1952  | Hålland      | Åke Olsson                |                           |                           |
| 1953  | Örebro       | Berndt Sehlstedt          |                           |                           |
| 1954  | Helsingborg  | Hans Brodén               |                           |                           |
| 1955  | Södertälje   | Staffan Eriksson          |                           |                           |
| 1956  | Borås        | Ralph Halleröd            |                           |                           |
| 1957  | Stockholm    | Hans-Ove Hålén            |                           |                           |
| 1958  | Växjö        | Ove Kinnmark              |                           |                           |
| 1959  | Västerås     | Börje Jansson             |                           |                           |
| 1960  | Kiruna       | Karl-Gustaf Dahl          |                           |                           |
| 1961  | Avesta       | Lars Esselius             |                           |                           |
| 1962  | Örnsköldsvik | Rune Litsberger           |                           |                           |
| 1963  | Karlskrona   | Lars Gösta Cederquist     |                           |                           |
| 1964  | Stockholm    | Jan Sibe                  |                           |                           |
| 1965  | Falköping    | Lennart Liljedahl         |                           |                           |
| 1966  | Malmö        | Gert Svensson             |                           |                           |
| 1967  | Stockholm    | Axel Ornstein             |                           |                           |
| 1968  | Norrköping   | Anders Wirgren            |                           |                           |
| 1969  | Sundsvall    | Jaan Eslon                |                           |                           |
| 1970  | Nässjö       | Konstanty Kaiszauri       |                           |                           |
| 1971  | Eskilstuna   | Anders Larsson            |                           |                           |
| 1972  | Skellefteå   | Roland Ekström            |                           |                           |
| 1973  | Bollnäs      | Caspar Carleson           |                           |                           |
| 1974  | Lund         | Anders Wengholm           |                           |                           |
| 1975  | Göteborg     | Dan Cramling              |                           |                           |
| 1976  | Motala       | Gösta Svenn               |                           |                           |
| 1977  | Stockholm    | Michael Wiedenkeller      |                           |                           |
| 1978  | Degerfors    | Anders Lundin             |                           |                           |
| 1979  | Borås        | Göran Marklund            |                           |                           |
| 1980  | Luleå        | Peter Fransson            |                           |                           |
| 1981  | Ystad        | Ferdinand Hellers         |                           |                           |
| 1982  | Gävle        | Hans Jonsson              |                           |                           |
| 1983  | Karlskrona   | Per Thorén                |                           |                           |
| 1984  | Linköping    | Richard Wessman           |                           |                           |
| 1985  | Uppsala      | Rikard Winsnes            | Teodor Hellborg           |                           |
| 1986  | Malmö        | Richard Wessman           | Stefan Solbrand           |                           |
| 1987  | Stockholm    | Pontus Sjödahl            | Anders Burman             |                           |
| 1988  | Norrköping   | Per Vernersson            | Mikael Jonsson            |                           |
| 1989  | Sundsvall    | Jonas Barkhagen           | Michael Wiander           |                           |
| 1990  | Göteborg     | Anton Åberg               | Erik Hedman               |                           |
| 1991  | Helsingborg  | Johan Hellsten            | Martin Nilsson            |                           |
| 1992  | Borlänge     | Johan Eriksson            | Johan Upmark              |                           |
| 1993  | Lindesberg   | Mikael Jonsson            | Robert Wikström           |                           |
| 1994  | Haparanda    | Erik Hedman               | Tommy Andersson           |                           |
| 1995  | Borlänge     | Erik Malmstig             | Björn Lundberg            |                           |
| 1996  | Lidköping    | Dennis Rylander           | Jonas Morin               |                           |
| 1997  | Haninge      | Joel Åkesson              | Nissim Laksman            |                           |
| 1998  | Ronneby      | Anders Olsson             | Fredrik Holmberg          |                           |
| 1999  | Lidköping    | Dennis Rylander           | Ulf Hammar                | Anton Frisk Kockum        |
| 2000  | Örebro       | Anders Olsson             | Erik Jacobson             | Drazen Dragicevic         |
| 2001  | Linköping    | Jonas Eriksson            | Marta Nesterow            | Drazen Dragicevic         |
| 2002  | Skara        | Hans Tikkanen             | Mikael Andersson Fraenkel | Christopher Lissäng       |
| 2003  | Umeå         | Kezli Ong                 | Adam Blomqvist            | Inna Agrest               |
| 2004  | Göteborg     | Bo Lindberg               | Gustav Hedén              | Markus Anderljung         |
| 2005  | Göteborg     | Rauan Sagit               | Linus Centerström         | Eric Vaarala              |
| 2006  | Göteborg     | Axel Smith                | Martin Alarik             | Carl Eidenert             |
| 2007  | Stockholm    | Nils Grandelius           | Simon Hänninger           | Martin Lundberg           |
| 2008  | Växjö        | Simon Hänninger           | Erik Thörn                | Linus Johansson           |
| 2009  | Kungsör      | Arash Abdollah Zadeh      | Harald-Berggren Torell    | Sam Kassani               |
| 2010  | Lund         | Jonathan Westerberg       | Frans Dahlstedt           | Tom Rydström              |
| 2011  | Västerås     | Eric Vaarala              | Mattis Olofsson-Dolk      | Martin Jogstad            |
| 2012  | Falun        | Philip Lindgren           | Joar Ölund                | Joakim Mörling            |
| 2013  | Örebro       | Carl Cederstam-Barsk      | Martin Jogstad            | Lisa Fredholm             |
| 2014  | Borlänge     | Joar Ölund                | Joakim Mörling            | Klemens Ng                |
| 2015  | Sunne        | Joakim Mörling            | Isak Storme               | Ludvig Carlsson           |
| 2016  | Uppsala      | Martin Jogstad            | Santiago Grueso Cordoba   | Gabriel Nguyen            |
| 2017  | Stockholm    | Jung Min Seo              | Leo Crevatin              | Gustav Törngren           |
| 2018  | Ronneby      | Kaan Kücüksarı            | Jacob Jönsson             | Arvin Rasti               |
| 2019  | Eskilstuna   | Isak Storme               | Gabriel Nguyen            | Axel Falkevall            |

## Champions suédois d'échecs par correspondance
1. Bertil Sundberg (1937-1938)
2. Hilding Brynhammar (1939-1940)
3. Folke Ekström (1940-1941)
4. Harald Malmgren (1941-1942)
5. Bertil Sundberg (1942-1943)
6. Hilding Brynhammar (1943-1944)
7. Ake Lundqvist (1944-1945)
8. Bertil Sundberg (1946-1947)
9. Stig Lundholm (1947-1948)
10. Martin Johansson (1948-1949)
11. Olle Smith (1949-1950)
12. Gunnar Eidenfeld (1950-1951)
13. Egon Arvidsson (1951-1952)
14. Manne Joffe (1953-1954)
15. Willy Pettersson (1954-1955)
16. Olle Smith (1955-1956)
17. Bertil Wikström (1956-1957)
18. Bertil Andersson (1957-1958)
19. Harry Ahman (1958-1959)
20. Thore Nättorp (1959-1960)
21. Harry Ahman (1960-1961)
22. Martin Johansson (1961-1962)
23. John Ljungdahl (1962-1963)
24. Folke Ekström (1963-1964)
25. Artur Mellgren (1964-1965)
26. Eric Nordström (1965-1966)
27. Hans Ek (1966-1967)
28. Bertil Wikström (1967-1968)
29. Harry Runström (1968-1969)
30. Bertil Wikström (1969-1970)
31. Folke Ekström (1970-1971)
32. Arne Brynstse (1971-1972)
33. Rune Averby (1972-1973)
34. Bo Hernod (1973-1974)
35. Eric Nordström (1974-1975)
36. Bengt Hammar (1975-1976)
37. Ulf Svensson (1976-1977)
38. Ingemar Schütz (1977-1978)
39. Taisto Varjomaa (1978-1979)
40. Hasse Mineur (1979-1980)
41. Bertil Wikström (1980-1981)
42. Thomas Welin (1981-1982)
43. Pavel Lacko (1982-1983)
44. Hakan Rothen (1983-1985)
45. Lars Enterfeld (1984-1986)
46. Matts Andersson (1985-1986)
47. Lennart Rydholm (1986-1987)
48. Johnny Becker (1988-1990) [4]
49. Stefan Winge (1989-1991) [5]
50. Rune Holmberg (1990-1992)  [6]
51. Mats Lindgren (1991-1993)  [7]
52. Robert Callergard (1992-1994)  [8]
53. Franko Lukez (1993-1995)  [9]
54. Arne Bjuhr (1994-1996) [10]
55. Daniel Ronneland (1995-1997)  [11]
56. Niclas Hjelm (1996-1998)  [12]
57. Rune Degerhammar (1997-1999)  [13]
58. Conny Persson (1999-2001)  [14]
59. Dan Olofson (2001-2003)  [15]
60. Sebastian Nilsson (2003-2005)  [16]
61. Bo Lindström (2005-2008)  [17]
62. Eric Bagger (2007-2010)  [18]
63. Björn Fagerström (2009-2011)  [19]
64. Ludvig Sandström (2011-2013)  [20]
65. Leif Rosén (2013-2015)  [21]
66. Sonny Colin (2015-2017)  [22]